# 勒伊特奈姆
勒伊特奈姆（法語：Leutenheim，发音：[lœjtənaim]）是法国下莱茵省的一个市镇，属于阿格诺-维桑堡区（Haguenau-Wissembourg）和比什维莱尔县（Bischwiller）。该市镇总面积10.39平方公里，2009年时的人口为855人。

## 人口
勒伊特奈姆人口变化图示